# 叙利亚—阿拉伯联合酋长国关系
叙利亚－阿拉伯联合酋长国关系是阿拉伯联合酋长国和叙利亚之间的关系。阿联酋在大马士革设有大使馆，而叙利亚在阿布扎比设有大使馆，在迪拜设有总领事馆。

## 外交关系
2011年，叙利亚内战爆發。不過阿联酋並沒有站在巴沙尔·阿萨德政府這一邊，也没有像沙特阿拉伯或卡塔尔那樣急於要推翻阿薩德政府 ，該國反而一直批评沙特、卡塔尔和土耳其支持叙利亚的伊斯兰叛乱组织。
阿联酋参加了2014年由美国领导的對伊斯蘭國的軍事打擊。后来該國又參與了2015年俄羅斯在敘利亞內戰的軍事介入並与沙特阿拉伯分道揚鑣。 從2017 年起，它与美国一起支持並训练由库尔德人主导的敘利亞民主力量。 該國還与埃及和俄罗斯一起支持叙利亚明天运动。
阿联酋于2016年提出希望能与叙利亚关系正常化，但该建议被美国拒绝。
2018年6月，阿联酋外交部長安瓦尔·加尔加什批评阿拉伯国家联盟暂停叙利亚會員資格的决定。
2018年11月，据报道，阿拉伯联合酋长国正在与叙利亚就重新开放其驻大马士革的大使馆展開谈判，並且已经有一名外交官常驻在敘利亞。 2018年12月27日，阿拉伯联合酋长国宣布重新开放該國位於大马士革的大使馆，之前的大使館已关闭了6年。 阿联酋當局发表声明表示，该国希望让兩國的关系回到正常轨道。
2019年1月上旬，在阿聯酋駐敘利亞大使馆重新开放后，阿联酋航空、FlyDubai和阿提哈德航空宣布计划再次開通飞往叙利亚的航班，但尚未宣布何时重启航班。2019年1月，阿联酋接待了一个來自叙利亚的贸易代表团。 
2019年12月，阿联酋駐大马士革代办阿卜杜勒·哈基姆·易卜拉欣·努伊米赞扬了“巴沙尔·阿萨德总统的英明领导”，并認為两国之间的关系“稳固、独特和强大”。
2020年3月27日，阿布扎比王储穆罕默德·本·扎耶德·阿勒納哈揚和叙利亚总统巴沙尔·阿萨德在电话中讨论了2019冠状病毒病疫情。
2021年11月9日，阿拉伯联合酋长国外交大臣阿卜杜拉·本·扎耶德·阿勒纳哈扬會晤了叙利亚总统巴沙尔·阿萨德。
2022年3月18日，叙利亚总统巴沙尔·阿萨德抵達阿拉伯聯合酋長國訪問，这是叙利亚内战爆發十年以来敘利亞元首首次出訪阿拉伯國家 。美国對此深感失望。
2023年3月20日，敘利亞總統再度到訪阿聯酋